# مارماهی دورنگ
مارماهی دورنگ (نام علمی: Anguilla bicolor) نام یک گونه از تیره مارماهی مهاجر است.